# رالف باروخ
رالف باروخ هو شخصية أعمال ألماني، ولد في 5 أغسطس 1923 في فرانكفورت في ألمانيا، وتوفي في 3 مارس 2016 في نيويورك في الولايات المتحدة.

## وصلات خارجية
- رالف باروخ على موقع IMDb (الإنجليزية)